# Monica Mæland
Monica Mæland, née le 6 février 1968 à Bergen, est une femme politique norvégienne, ministre de la Justice et de la Sécurité publique de 2020 à 2021.
De 2013 à 2018, elle est ministre de l'Industrie et du Commerce.